# CJ Stander
Christiaan Johan Stander (George, 5 aprile 1990) è un rugbista a 15 sudafricano, internazionale per l'Irlanda, che gioca nel ruolo di terza linea con la franchigia del Munster nel campionato Pro14.

## Biografia
Stander iniziò a giocare a rugby all'età di 9 anni dapprima nel ruolo di mediano di mischia e in seguito, all'età di 14 anni, divenne un terza linea centro. Durante l'adolescenza fu pure un campione di lancio del disco.
Nel 2010 cominciò a giocare con i Blue Bulls e due anni dopo ebbe anche l'opportunità di disputare il Super Rugby con la franchigia dei Bulls. Nel 2009 e nel 2010 partecipò a due campionati mondiali giovanili con il Sudafrica-Under 20. Nel corso della sua esperienza in patria venne considerato troppo "piccolo" per giocare da terza linea a livello internazionale, ricevendo il suggerimento di adattarsi al ruolo di tallonatore. Terminata l'esperienza con i Bulls, nel 2012 Stander decise quindi di trasferirsi in Irlanda per giocare con la franchigia del Munster; nel 2015, in sostituzione dell'infortunato Peter O'Mahony, arrivò anche ad assumere il ruolo di capitano della squadra.
Divenuto idoneo per la nazionale irlandese, debuttò con essa nel Sei Nazioni 2016 contro il Galles a Lansdowne Road. L'anno successivo collezionò pure una presenza con i Lions in occasione del tour dei Lions in Nuova Zelanda, scendendo in campo nella terza partita della serie contro gli All Blacks pareggiata 15-15.